# MAGT1
MAGT1 (англ. Magnesium transporter 1) – білок, який кодується однойменним геном, розташованим у людей на X-хромосомі. Довжина поліпептидного ланцюга білка становить 335 амінокислот, а молекулярна маса — 38 037.
| 10         |  | 20         |  | 30         |  | 40         |  | 50         |
| ---------- |  | ---------- |  | ---------- |  | ---------- |  | ---------- |
| MAARWRFWCV |  | SVTMVVALLI |  | VCDVPSASAQ |  | RKKEMVLSEK |  | VSQLMEWTNK |
| RPVIRMNGDK |  | FRRLVKAPPR |  | NYSVIVMFTA |  | LQLHRQCVVC |  | KQADEEFQIL |
| ANSWRYSSAF |  | TNRIFFAMVD |  | FDEGSDVFQM |  | LNMNSAPTFI |  | NFPAKGKPKR |
| GDTYELQVRG |  | FSAEQIARWI |  | ADRTDVNIRV |  | IRPPNYAGPL |  | MLGLLLAVIG |
| GLVYLRRSNM |  | EFLFNKTGWA |  | FAALCFVLAM |  | TSGQMWNHIR |  | GPPYAHKNPH |
| TGHVNYIHGS |  | SQAQFVAETH |  | IVLLFNGGVT |  | LGMVLLCEAA |  | TSDMDIGKRK |
| IMCVAGIGLV |  | VLFFSWMLSI |  | FRSKYHGYPY |  | SFLMS      |  |            |

A: Аланін

C: Цистеїн

D: Аспарагінова кислота

E: Глутамінова кислота

F: Фенілаланін

G: Гліцин

H: Гістидин

I: Ізолейцин

K: Лізин

L: Лейцин

M: Метіонін

N: Аспарагін

P: Пролін

Q: Глутамін

R: Аргінін

S: Серин

T: Треонін

V: Валін

W: Триптофан

Задіяний у таких біологічних процесах, як транспорт, альтернативний сплайсинг. 
Білок має сайт для зв'язування з іоном магнію. 
Локалізований у клітинній мембрані, мембрані, ендоплазматичному ретикулумі.